# Enter the Moonlight Gate
Enter the Moonlight Gate — второй студийный альбом шведской блэк-метал группы Lord Belial, вышедший 24 марта 1997 года на лейбле No Fashion Records. Альбом занял 18 место в списке 20 лучших альбомов 1997 года по версии сайта Metal Storm.

## Об альбоме
Запись Enter the Moonlight Gate была выполнена в апреле 1996 года, сведение — в январе 1997 года на шведской студии «Studio Fredman». Помимо стандартного CD издания был выпущен ограниченный тираж в диджипаке.

## Список композиций
1. Enter the Moonlight Gate
2. Unholy Spell of Lilith
3. Path With Endless Horizons
4. Lamia
5. Black Winter Blood-Bath
6. Forlorn in Silence
7. Belial-Northern Prince of Evil
8. Realm of a Thousand Burning Souls (Part 1)